# Topologischer Ring
In der Mathematik ist ein topologischer Ring ein Ring, welcher bezüglich der Addition eine topologische Gruppe ist und dessen Multiplikation in der gegebenen Topologie ebenfalls stetig ist. Ist R sogar ein Körper und ist auch die multiplikative  Inversenbildung  stetig, dann spricht man von einem topologischen Körper. Entsprechend kann man einen topologischen Schiefkörper definieren. Im Gegensatz zu den nichtkommutativen topologischen Ringen (wie den Endomorphismenringen s. u.) sind „echte“ topologische Schiefkörper von geringem Interesse. Wo in diesem Artikel nicht ausdrücklich darauf hingewiesen wird, gelten die über Körper gemachten Aussagen auch für Schiefkörper.

## Lokale Charakterisierung der Stetigkeit
Die Stetigkeit der Multiplikation bzw. der Inversenbildung kann man in einem Ring {\displaystyle R}, der bezüglich seiner Addition eine topologische Gruppe ist, allein mit Nullumgebungen charakterisieren. Sei dazu {\displaystyle B(0)} eine Umgebungsbasis von 0: 

Die Linksmultiplikation mit einem festen Element {\displaystyle c} ist auf {\displaystyle R} genau dann stetig, wenn
für jede Umgebung {\displaystyle U} in {\displaystyle B(0)} eine Umgebung {\displaystyle V} in {\displaystyle B(0)} existiert, so dass {\displaystyle c\cdot V\subseteq U} gilt.
Entsprechend lässt sich die Stetigkeit der Rechtsmultiplikation mit {\displaystyle c} charakterisieren. Im Fall eines kommutativen Ringes sind die beiden Bedingungen gleichwertig.
Ist die Links- und Rechtsmultiplikation mit jedem Element {\displaystyle c} stetig und gilt dann noch
für alle {\displaystyle U} in {\displaystyle B(0)} existiert {\displaystyle V} in {\displaystyle B(0)}, so dass {\displaystyle V\cdot V\subseteq U} gilt,
dann ist die Multiplikation stetig und {\displaystyle R} ein topologischer Ring. 

Die Inversenbildung ist genau dann stetig im invertierbaren Element {\displaystyle x\in R^{\times }}, wenn zu jedem {\displaystyle U} in {\displaystyle B(0)} ein {\displaystyle V} in {\displaystyle B(0)} existiert, so dass die Inversen von {\displaystyle x+V} alle in {\displaystyle x^{-1}+U} liegen. Ist {\displaystyle R} also ein Körper und trifft dies für alle seine Elemente {\displaystyle x\neq 0} zu, dann ist {\displaystyle R} ein topologischer Körper.

## Eigenschaften. Vervollständigung
- Der Abschluss eines Unterringes (bzw. Linksideals, Rechtsideals, zweiseitigen Ideals) ist wieder ein Unterring (Linksideal, Rechtsideal, zweiseitiges Ideal).
- Insbesondere ist der Abschluss {\displaystyle N} des Nullideals ein zweiseitiges Ideal. Der Faktorring {\displaystyle R/N} mit der Quotiententopologie ist hausdorffsch.
- Zu jedem topologischen Ring {\displaystyle R} gibt es einen im Wesentlichen eindeutig bestimmten vollständigen hausdorffschen topologischen Ring {\displaystyle {\hat {R}}} zusammen mit einem stetigen Ringhomomorphismus {\displaystyle R\to {\hat {R}}} mit Kern {\displaystyle N} und dichtem Bild. {\displaystyle {\hat {R}}} wird als Vervollständigung von {\displaystyle R} bezeichnet. Im Allgemeinen muss die Vervollständigung eines topologischen Körpers aber kein topologischer Körper mehr sein, sondern kann sogar Nullteiler besitzen.

## Beispiele

### Topologische Körper
- Die Körper der rationalen, reellen und komplexen Zahlen sind topologische Körper bezüglich der üblichen Topologie (des durch die Betragsfunktion definierten metrischen Raumes).
- Etwas allgemeiner sind alle bewerteten Körper topologische Körper. Hierzu gehören wieder die rationalen Zahlen mit einer {\displaystyle p}-adischen Bewertung ({\displaystyle p} Primzahl). Bezüglich jeder {\displaystyle p}-adischen Bewertung kann {\displaystyle \mathbb {Q} } zu einem vollständigen metrischen Raum, wieder einem topologischen Körper, dem Körper der {\displaystyle p}-adischen Zahlen komplettiert werden.
- Ein Beispiel für einen „echten“ topologischen Schiefkörper ist der Quaternionenschiefkörper {\displaystyle \mathbb {H} }.

### Endomorphismenringe
- Wichtige Beispiele für topologische Ringe liefern die Algebren {\displaystyle A} von stetigen linearen Selbstabbildungen {\displaystyle F} eines normierten Vektorraumes {\displaystyle V} über einem Körper {\displaystyle K} mit {\displaystyle \mathbb {Q} \subseteq K\subseteq \mathbb {C} }. Als Norm legt man hier die Abbildungsnorm zugrunde:

{\displaystyle ||F||_{A}:=\sup _{x\in V,\,||x||_{V}=1}\;||Fx||_{V}}
- Hierzu gehören als einfachste Beispiele die vollen Matrizenringe {\displaystyle R={\mathcal {M}}_{n\times n}(K)} der quadratischen Matrizen mit Einträgen aus {\displaystyle K}. Die Norm kann hier anstelle der Abbildungsnorm jede beliebige Norm auf {\displaystyle R} sein, da alle dieselbe Topologie induzieren.

Beachte: Die vollen Endomorphismenringe sind, von Trivialfällen abgesehen, nicht kommutativ und auch keine Schiefkörper. Häufig sind Unterringe von Interesse, die gelegentlich eine dieser Eigenschaften haben:
- Der Ring {\displaystyle D} der Diagonalmatrizen ist ein (für {\displaystyle n>1} echter) kommutativer Unterring von {\displaystyle {\mathcal {M}}_{n\times n}(K)} und damit ein topologischer Ring.
- Allgemein lassen sich alle endlichdimensionalen Algebren über einem bewerteten Körper als Matrixringe darstellen und so mit einer Topologie versehen, die mit ihren Verknüpfungen verträglich ist.

### Funktionenräume
vollständige topologische Ringe in der Funktionalanalysis:
- Jede Banachalgebra. Ein besonders wichtiges Beispiel ist {\displaystyle C(T)}, die Menge der stetigen Funktionen auf einem kompakten topologischen Raum {\displaystyle T}.

topologische Ringe in der Funktionentheorie:
- Die Menge der holomorphen Funktionen auf einem Gebiet {\displaystyle G\subseteq \mathbb {C} } ist ein topologischer Ring (sogar ein Integritätsring), die Topologie ist die Topologie der kompakten Konvergenz. 
Auf speziellen Gebieten in der komplexen Zahlenebene sind eindeutige Darstellungen der dort holomorphen Funktionen möglich:
- Ist {\displaystyle G} das Innere einer Kreisscheibe, dann besitzt jede auf {\displaystyle G} holomorphe Funktion eine eindeutige Darstellung als kompakt konvergente Potenzreihe. Umgekehrt sind die auf {\displaystyle G} kompakt konvergenten Potenzreihen holomorph auf {\displaystyle G}.
- Ist {\displaystyle G} eine (rechte) Halbebene der komplexen Zahlenebene (d. h. {\displaystyle G} besteht aus allen Zahlen {\displaystyle z} mit {\displaystyle Re(z)>\sigma } für eine feste reelle Zahl {\displaystyle \sigma }), dann existiert eine eindeutige Darstellung durch eine auf {\displaystyle G} kompakt konvergente Dirichletreihe. Auch hier trifft analog zu den Potenzreihen die Umkehrung zu.